# Polypoetes
Polypoetes is een geslacht van vlinders van de familie tandvlinders (Notodontidae), uit de onderfamilie Dioptinae.

## Soorten
- P. albiscripta Dognin, 1903
- P. aniplata Warren, 1906
- P. bistellata Dognin, 1902
- P. circumfumata Warren, 1901
- P. clarata Hering, 1925
- P. colana Druce, 1893
- P. cuatropuntada Dognin, 1893
- P. deldon Druce, 1885
- P. denigrata Hering, 1928
- P. draudti Hering, 1925
- P. dynastes Hering, 1925
- P. eriphus Druce, 1885
- P. etearchus Druce, 1885
- P. evanescens Hering, 1925
- P. exclamationis Hering, 1925
- P. exclusa Hering, 1925
- P. fenestrata Hering, 1925
- P. fuliginosa Dognin, 1904
- P. haruspex Druce, 1885
- P. integra Hering, 1925
- P. intersita Hering, 1925
- P. leucocrypta Dognin, 1909
- P. luteivena Walker, 1864
- P. mara Hering, 1925
- P. mesitana Dognin, 1917
- P. nigribasalis Hering, 1925
- P. nox Druce, 1900

- P. nubilosa Warren, 1900
- P. obtusa Walker, 1856
- P. picaria Warren, 1918
- P. prodromus Hering, 1925
- P. rufipuncta Schaus, 1894
- P. satanas Hering, 1925
- P. selenia Felder, 1874
- P. semicoerulea Dognin, 1910
- P. sirenia Hering, 1925
- P. subcanditata Dognin, 1910
- P. sublucens Dognin, 1909
- P. tenebrosa Warren, 1907
- P. tiznon Dognin, 1899
- P. trimacula Warren, 1904
- P. vidua Warren, 1909
- P. villia Druce, 1897
- P. villiopsis Hering, 1925